# Paraphlepsius cornutus
Paraphlepsius cornutus är en insektsart som beskrevs av Crowder 1952. Paraphlepsius cornutus ingår i släktet Paraphlepsius och familjen dvärgstritar. Inga underarter finns listade i Catalogue of Life.